# 北美山獅
北美山獅（Puma concolor couguar），又名美洲獅東部亞種，是散佈在北美洲的美洲獅亞種。北美山獅其實是一個包含了所有美國西部及北美洲東部美洲獅的亞種，當中唯一仍有爭議的是正處極危的佛羅里達山獅。很多已滅絕的種群都被列入此亞種中。
北美山獅曾一度分佈至美國及加拿大東部地區，但現只有一些群族在美國西部生存。一般相信牠們是於1900年代初被完全滅絕。一些學者相信在如阿巴拉契亞山脈及東加拿大等地仍有一些殘餘的群族。有指一些貓科群族正與北美山獅混種，另外北美山獅亦有可能曾由美國西部急速向東擴展。

## 外部連結
- Eastern Cougar Foundation（页面存档备份，存于）
- National Heritage Information Centre